# 1965年の日本シリーズ
1965年の日本シリーズ（1965ねんのにっぽんシリーズ、1965ねんのにほんシリーズ）は、1965年10月30日から11月5日まで行われたセ・リーグ優勝チームの読売ジャイアンツとパ・リーグ優勝チームの南海ホークスによる第16回プロ野球日本選手権シリーズである。後楽園球場と大阪球場で行われた。

## 概要
2年ぶりにセ・リーグを制した読売ジャイアンツと、パ・リーグ2連覇を果たした南海ホークスの対決。両チームの対決は、1961年以来4年ぶり7回目となった。
巨人が4勝1敗で南海を破って2年ぶり7回目の日本一を達成し、この年からV9時代の幕開けとなった。
前年に引退した藤田元司がこの年から巨人の一軍投手コーチを、V9となる1973年まで務めるようになったため、本年から同年まで日本シリーズまでの間、コーチとしてベンチ入りするようになった。

## 試合結果
| 日付                                   | 試合   | ビジター球団（先攻） | スコア   | ホーム球団（後攻） | 開催球場   |
| -------------------------------------- | ------ | -------------------- | -------- | ------------------ | ---------- |
| 10月30日（土）                         | 第1戦  | 読売ジャイアンツ     | 4 - 2    | 南海ホークス       | 大阪球場   |
| 10月31日（日）                         | 第2戦  | 読売ジャイアンツ     | 6 - 4    | 南海ホークス       | 大阪球場   |
| 11月1日（月）                          | 移動日 | 移動日               | 移動日   | 移動日             | 移動日     |
| 11月2日（火）                          | 第3戦  | 雨天中止             | 雨天中止 | 雨天中止           | 後楽園球場 |
| 11月3日（水）                          | 第3戦  | 南海ホークス         | 3 - 9    | 読売ジャイアンツ   | 後楽園球場 |
| 11月4日（木）                          | 第4戦  | 南海ホークス         | 4 - 2    | 読売ジャイアンツ   | 後楽園球場 |
| 11月5日（金）                          | 第5戦  | 南海ホークス         | 2 - 3    | 読売ジャイアンツ   | 後楽園球場 |
| 優勝：読売ジャイアンツ（2年ぶり7回目） |        |                      |          |                    |            |

### 第1戦
|      | 1 | 2 | 3 | 4 | 5 | 6 | 7 | 8 | 9 | R | H | E |
| ---- | - | - | - | - | - | - | - | - | - | - | - | - |
| 巨人 | 1 | 0 | 0 | 0 | 2 | 1 | 0 | 0 | 0 | 4 | 8 | 1 |
| 南海 | 0 | 0 | 0 | 0 | 0 | 0 | 2 | 0 | 0 | 2 | 7 | 0 |

1. 巨：金田（9回）
2. 南：杉浦（5回）、新山（2回）、森中（2回）
3. 勝利：金田（1勝）
4. 敗戦：杉浦（1敗）
5. 本塁打
巨：王1号ソロ（1回・杉浦）、柴田1号ソロ（5回・杉浦） 王2号ソロ（5回・杉浦）
6. 審判
［球審］川瀬
［塁審］富沢（一）、田川（二）、岡田功（三）
［外審］松橋（左）、道仏（右）
7. 試合時間：2時間30分

公式記録関係（日本野球機構ページ）

### 第2戦
|      | 1 | 2 | 3 | 4 | 5 | 6 | 7 | 8 | 9 | 10 | R | H  | E |
| ---- | - | - | - | - | - | - | - | - | - | -- | - | -- | - |
| 巨人 | 0 | 0 | 0 | 0 | 0 | 0 | 4 | 0 | 0 | 2  | 6 | 10 | 1 |
| 南海 | 2 | 0 | 0 | 0 | 2 | 0 | 0 | 0 | 0 | 0  | 4 | 6  | 0 |

1. 巨：城之内（5回）、益田（1回）、宮田（4回）
2. 南：スタンカ（6回1/3）、三浦（3回2/3）
3. 勝利：宮田（1勝）
4. 敗戦：三浦（1敗）
5. 本塁打
巨：長嶋1号2ラン（10回・三浦）
6. 審判
［球審］富沢
［塁審］小島（一）、有津（二）、田川（三）
［外審］道仏（左）、松橋（右）
7. 試合時間：3時間6分

公式記録関係（日本野球機構ページ）

### 第3戦
|      | 1 | 2 | 3 | 4 | 5 | 6 | 7 | 8 | 9 | R | H | E |
| ---- | - | - | - | - | - | - | - | - | - | - | - | - |
| 南海 | 0 | 0 | 0 | 0 | 0 | 0 | 3 | 0 | 0 | 3 | 6 | 3 |
| 巨人 | 2 | 0 | 0 | 0 | 0 | 0 | 5 | 2 | X | 9 | 8 | 1 |

1. 南：三浦（2回2/3）、林（3回1/3）、スタンカ（0回1/3）、森中（1回2/3）
2. 巨：金田（7回）、宮田（2回）
3. 勝利：金田（2勝）
4. 敗戦：スタンカ（1敗）
5. 本塁打
巨：長嶋2号2ラン（1回・三浦）、王3号2ラン（8回・森中）
6. 審判
［球審］小島
［塁審］岡田功（一）、川瀬（二）、有津（三）
［外審］松橋（左）、道仏（右）
7. 試合時間：2時間32分

公式記録関係（日本野球機構ページ）

### 第4戦
|      | 1 | 2 | 3 | 4 | 5 | 6 | 7 | 8 | 9 | R | H | E |
| ---- | - | - | - | - | - | - | - | - | - | - | - | - |
| 南海 | 0 | 0 | 0 | 0 | 0 | 4 | 0 | 0 | 0 | 4 | 9 | 1 |
| 巨人 | 0 | 0 | 0 | 0 | 0 | 0 | 0 | 0 | 2 | 2 | 6 | 0 |

1. 南：林（9回）
2. 巨：中村（6回）、種部（1回2/3）、益田（0回1/3）、北川（1回）
3. 勝利：林（1勝）
4. 敗戦：中村（1敗）
5. 審判
［球審］岡田功
［塁審］田川（一）、富沢（二）、川瀬（三）
［外審］道仏（左）、松橋（右）
6. 試合時間：2時間27分

公式記録関係（日本野球機構ページ）

### 第5戦
|      | 1 | 2 | 3 | 4 | 5 | 6 | 7 | 8 | 9  | R | H | E |
| ---- | - | - | - | - | - | - | - | - | -- | - | - | - |
| 南海 | 2 | 0 | 0 | 0 | 0 | 0 | 0 | 0 | 0  | 2 | 7 | 2 |
| 巨人 | 0 | 0 | 0 | 0 | 0 | 2 | 0 | 0 | 1X | 3 | 6 | 0 |

1. 南：スタンカ（6回）、杉浦（2回1/3）
2. 巨：城之内（7回）、宮田（2回）
3. 勝利：宮田（2勝）
4. 敗戦：杉浦（2敗）
5. 本塁打
南：野村1号2ラン（1回・城之内）
6. 審判
［球審］田川
［塁審］有津（一）、小島（二）、富沢（三）
［外審］松橋（左）、道仏（右）
7. 試合時間：2時間22分

公式記録関係（日本野球機構ページ）

## 表彰選手
- 最優秀選手賞：長嶋茂雄（巨人）
- 敢闘賞：森下整鎮（南海）
- 打撃賞：森昌彦（巨人）
- 最優秀投手賞：宮田征典（巨人）
- 技能賞：王貞治（巨人）
- 優秀選手賞：林俊彦（南海）

## テレビ・ラジオ中継

### テレビ中継
- 第1戦:10月30日
  - よみうりテレビ≪日本テレビ系列≫　実況：越智正典　解説：佐々木信也　ゲスト解説：村山実（阪神）
  - NHK総合　実況：岡田実　解説：小西得郎
- 第2戦:10月31日
  - よみうりテレビ≪日本テレビ系列≫　実況：佐藤忠功 （読売テレビ）　解説：戸倉勝城　ゲスト解説：村山実
- 第3戦:11月3日
  - 日本テレビ　実況：越智正典　解説：別当薫　ゲスト解説：水原茂（東映監督）
  - 視聴率が関東地区で43.1%を記録した。（エーシーニールセン調べ）
- 第4戦:11月4日
  - 日本テレビ　実況：赤木孝男　解説:中上英雄　ゲスト解説：江藤愼一（中日）
  - NHK総合　実況：鈴木文彌　解説：松木謙治郎
- 第5戦:11月5日 
  - 日本テレビ　実況:志生野温夫　解説：佐々木信也　ゲスト解説：江藤愼一
  - NHK総合　実況：斎藤政男　解説：加藤進

### ラジオ中継
- 第1戦:10月30日
  - TBSラジオ（JRN・朝日放送制作） 実況：中村哲夫　解説：芥田武夫　ゲスト解説：小山正明（東京）
  - ニッポン放送（NRN・毎日放送制作）　実況：井上光央　解説：大島信雄　ゲスト解説：稲尾和久（西鉄）
  - ラジオ関東（現・ラジオ日本）　解説：青田昇、宇野光雄
- 第2戦:10月31日
  - NHKラジオ第1　実況：鈴木文彌　解説：松木謙治郎
  - TBSラジオ（JRN・朝日放送制作）　実況：植草貞夫　解説：笠原和夫　ゲスト解説：小山正明
  - ニッポン放送（NRN・毎日放送制作）　解説：金田正泰　ゲスト解説：江藤愼一、稲尾和久
  - ラジオ関東　実況：木島章夫　解説：飯島滋弥
- 第3戦:11月3日 
  - NHKラジオ第1　実況：斎藤政男　解説：加藤進
  - TBSラジオ（JRN）　実況：石井智　解説：大和球士、田宮謙次郎　ゲスト解説：江藤愼一
  - ニッポン放送（NRN）　実況：枇杷阪明　ゲスト解説：稲尾和久、村山実
  - ラジオ関東　実況：島碩弥　解説：千葉茂
- 第4戦:11月4日
  - NHKラジオ第1　実況：土門正夫　解説：加藤進
  - TBSラジオ（JRN）　実況：池田孝一郎　解説：大和球士、沼沢康一郎　ゲスト解説：豊田泰光（サンケイ）
  - ニッポン放送（NRN）　実況：深澤弘　ゲスト解説：稲尾和久、村山実
  - ラジオ関東　実況：島碩弥　解説：宇野光雄
- 第5戦:11月5日
  - NHKラジオ第1　実況：岡田実　解説：小西得郎
  - TBSラジオ（JRN）　実況：渡辺謙太郎　解説：大和球士、土屋亨　ゲスト解説：近藤昭仁（大洋）
  - ニッポン放送（NRN）　実況：竹野圭之助　ゲスト解説：稲尾和久、村山実
  - ラジオ関東　実況：島碩弥 解説：千葉茂